# X. sjezd Komunistické strany Číny
X. sjezd Komunistické strany Číny (čínsky pchin-jinem Zhōngguó Gòngchǎndǎng dìshícì quánguódàibiǎodàhuì, znaky zjednodušené 中国共产党第十次全国代表大会) proběhl v Pekingu ve dnech 24. – 28. srpna 1973. Sjezdu se zúčastnilo 1349 delegátů zastupujících 28 milionů členů Komunistické strany Číny.
Sjezd se sešel v průběhu kulturní revoluce. Politickou zprávu ústředního výboru přednesl sjezdu Čou En-laj, o změnách stanov strany promluvil Wang Chung-wen. V zásadě byly ponechány stanovy přijaté na předešlém IX. sjezdu roku 1969, vyškrtnuty byly však všechny zmínky o Lin Piaovi. Lin Piao byl totiž IX. sjezdem prohlášen za zástupce a nástupce Mao Ce-tunga, avšak roku 1971 neuspěl v mocenském soupeření a zahynul na útěku ze země. Sjezd odsoudil Lin Piaa a jeho přívržence a stejně tak opětovně i Liou Šao-čchiho, obě skupiny byly prohlášeny za buržoazní nepřátele strany. Mao a Čou nicméně prosadili rehabilitaci některých dříve odsuzovaných stranických vůdců, například Tchan Čen-lina a Li Ťing-čchüana. Ideologicky sjezd zůstal na maoistických pozicích předešlého IX. sjezdu, kulturní revoluci měl za trvající proces, který bude pokračovat i nadále. 
Sjezd zvolil 10. ústřední výbor o 195 členech a 124 kandidátech. Ústřední výbor poté zvolil 10. politbyro o jednadvaceti členech a čtyřech kandidátech. K běžnému řízení strany vybral ze členů politbyra devítičlenný stálý výbor. Mezi členy politbyra patřil předseda ÚV Mao Ce-tung, místopředsedové Čou En-laj, Wang Chung-wen, Kchang Šeng, Jie Ťien-jing a Li Te-šeng; kromě uvedených byli členy stálého výboru ještě Ču Te, Čang Čchun-čchiao a Tung Pi-wu; ostatními členy politbyra byli Wej Kuo-čching, Liou Po-čcheng, Ťiang Čching, Sü Š’-jou, Chua Kuo-feng, Ťi Teng-kchuej, Wu Te, Wang Tung-sing, Čchen Jung-kuej, Čchen Si-lien, Li Sien-nien a Jao Wen-jüan. Kandidáty byli Wu Kuej-sien, Su Čen-chua, Ni Č’-fu a Saifuddin Azizi.